# Wiese
De Wiese is een rechterzijrivier van de Rijn. Ze ontspringt vlak bij de Feldberg in het Zwarte Woud in de Duitse deelstaat Baden-Württemberg op ongeveer 1200 m hoogte.
Op haar 55 kilometer lange tocht naar de monding in de Rijn bij het Zwitserse Bazel stroomt ze onder andere door de steden Todtnau, Zell im Wiesental en Lörrach.
In haar bovenloop wordt de rivier ook wel aangeduid als Grote Wiese tot zij, even voorbij Schopfheim, ook het water van de Kleine Wiese opneemt.

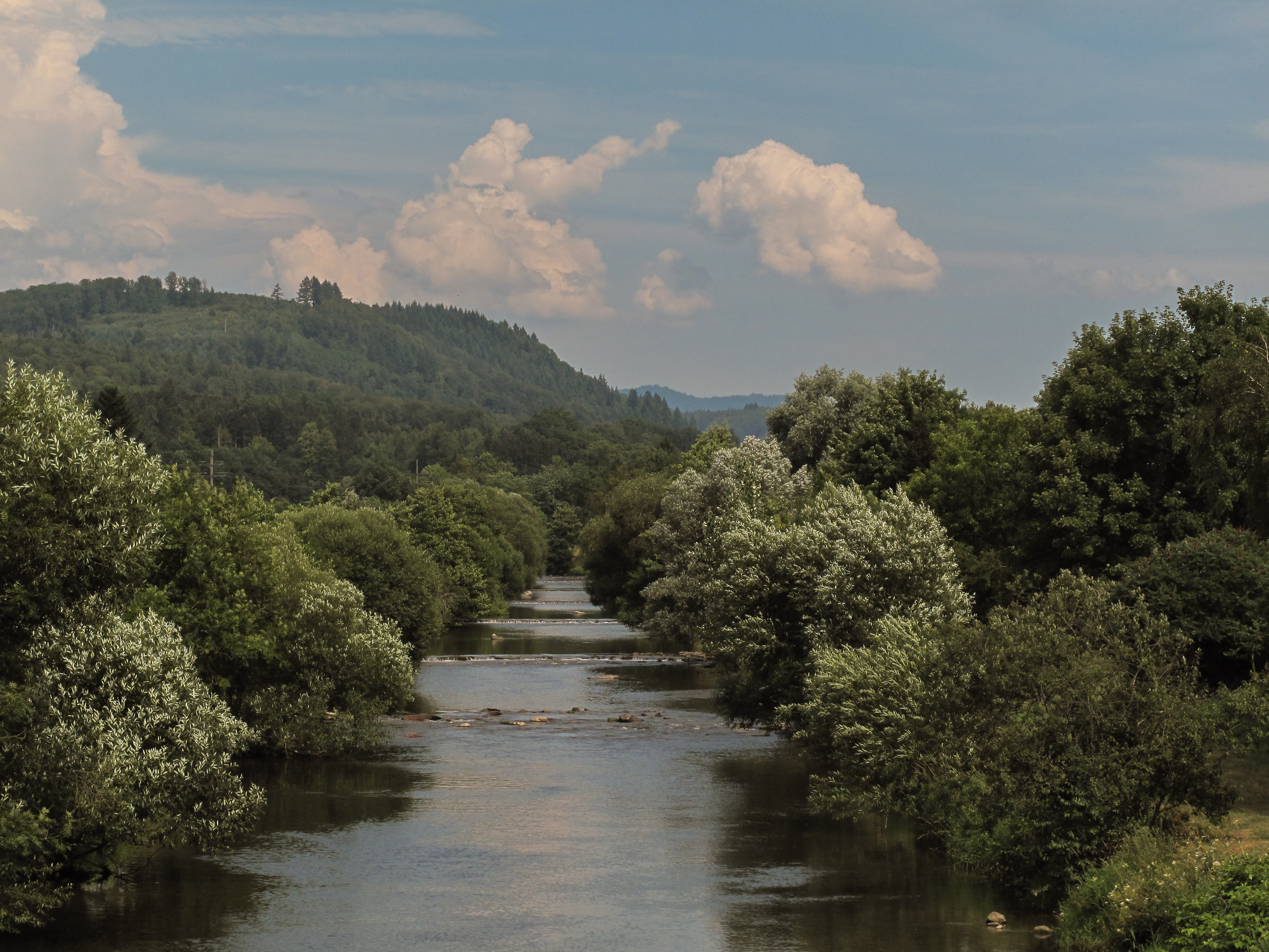
De Wiese bij Steinen

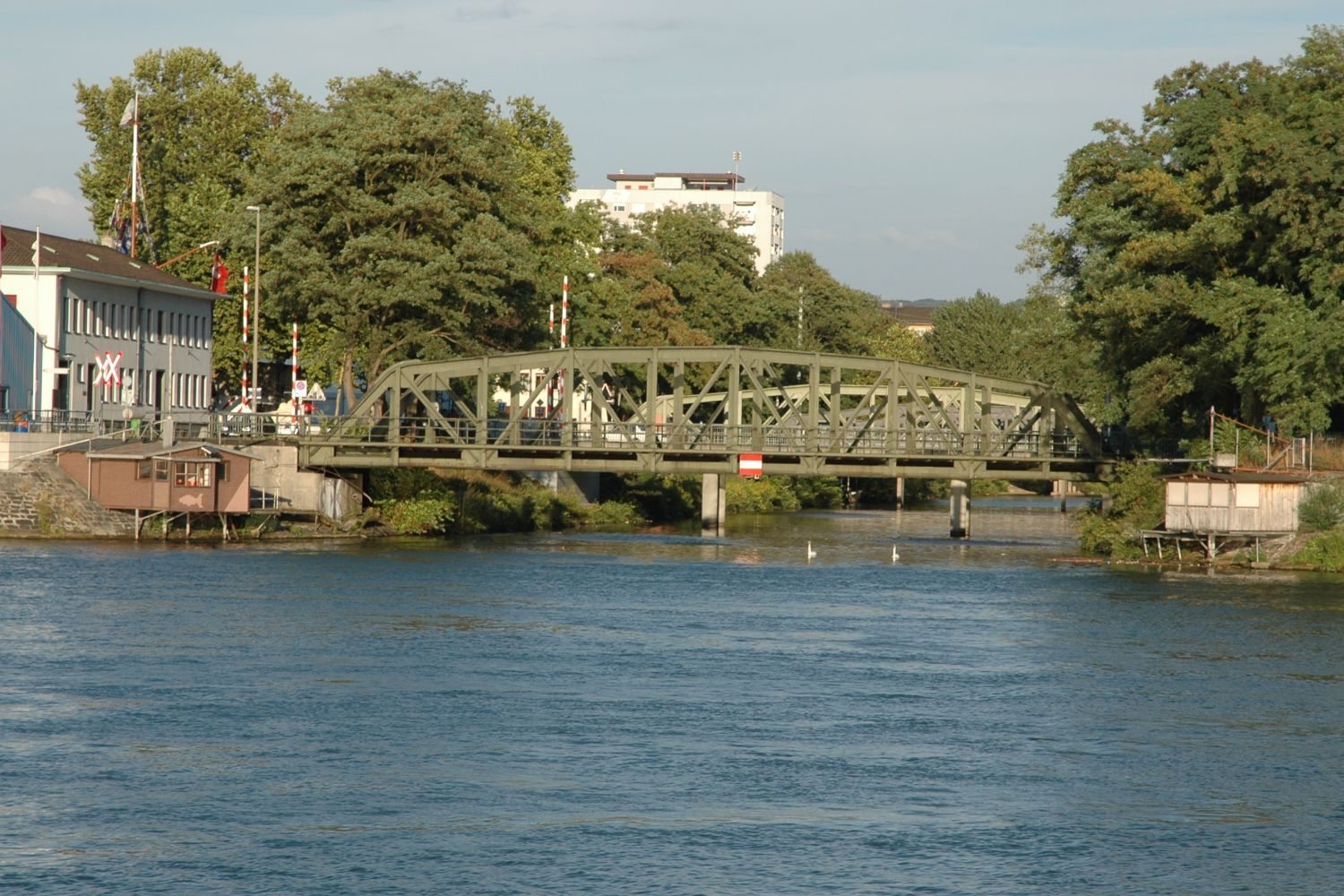
De monding van de Wiese in de Rijn bij Bazel

- Gemeinsame Normdatei: 4461132-8
- Virtual International Authority File: 245822216